# Bellier et Auvray
Pour les articles homonymes, voir Bellier et Auvray.
Le Dictionnaire Général des Artistes de l'école française depuis l'origine des arts du dessin jusqu'à nos jours, dit le Bellier et Auvray, est un  dictionnaire biographique des artistes de l'école française des siècles passés publié à Paris en 1882. 
Il est, entre autres, très utile pour la liste des envois aux Salons de Paris, qui sont détaillés pour chaque artiste. C'était d'ailleurs l'objet primitif de Bellier, réaliser une table générale des artistes et des œuvres exposées regroupant tous les catalogues parus annuellement, avant que son ami Auvray ne le convainque d'étendre son travail à tous les artistes français, exposants ou non, et à toutes les époques. La liste des œuvres n'est pas absolument exhaustive, et ne dispense pas les chercheurs de recourir aux catalogues annuels, parus sous le titre d'Explication des ouvrages... ou aux bases de données du même type.
Le supplément de 266 pages qui est paru en 1887 s'arrête "à l'année 1882 inclusivement", les artistes des dernières années du XIXe siècle en sont donc absents. Cet additif contient quelques artistes contemporains et de nombreux architectes antérieurs à la Révolution. Il se termine par une table topographique de 80 (+ 2) pages (artistes classés par départements de naissance) ; elle indique, dans le récapitulatif in-fine, le nombre de notices publiées : 9095 peintres, 1608 sculpteurs, 2141 architectes, 755 graveurs et 122 lithographes, soit au total 13.721 artistes de toutes disciplines.
Ce Dictionnaire a été commencé par Émile Bellier de La Chavignerie, archiviste du Comité central des Artistes, mais sa mort en 1871 interrompit la parution à la 9e livraison (lettre D). Louis Auvray, qui était administrateur de la même société, et qui collaborait avec Bellier depuis longtemps, accepta de poursuivre son travail, qui fut publié en deux volumes en 1882 et 1885 avec l'aide de son épouse ; ils y consacrèrent tous leurs loisirs [extrait de la Préface]. Le supplément parut en un volume en 1887. 
Il a été plusieurs fois réédité, sans aucun ajout.

## Auteurs

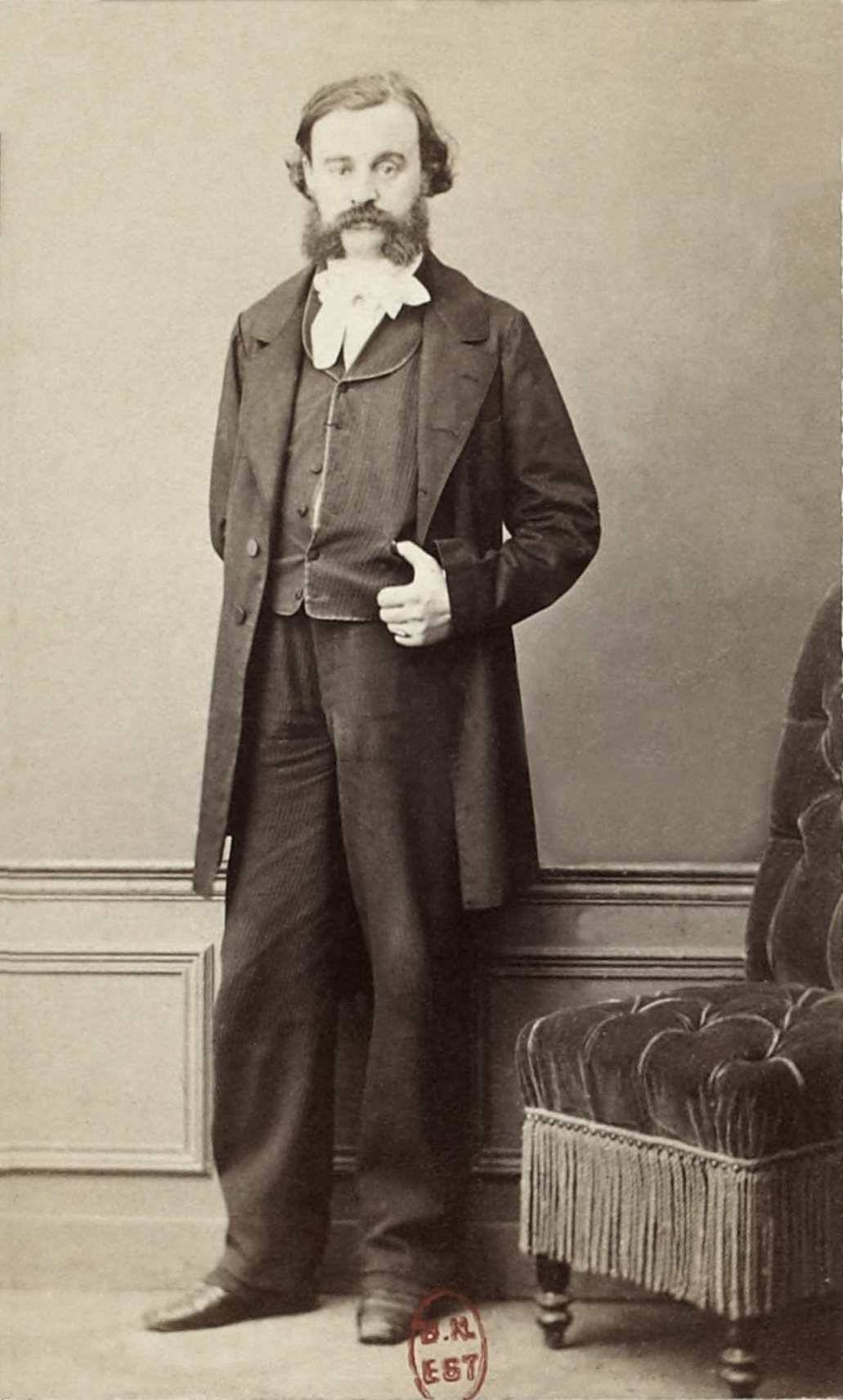
Émile Bellier de La Chavignerie.
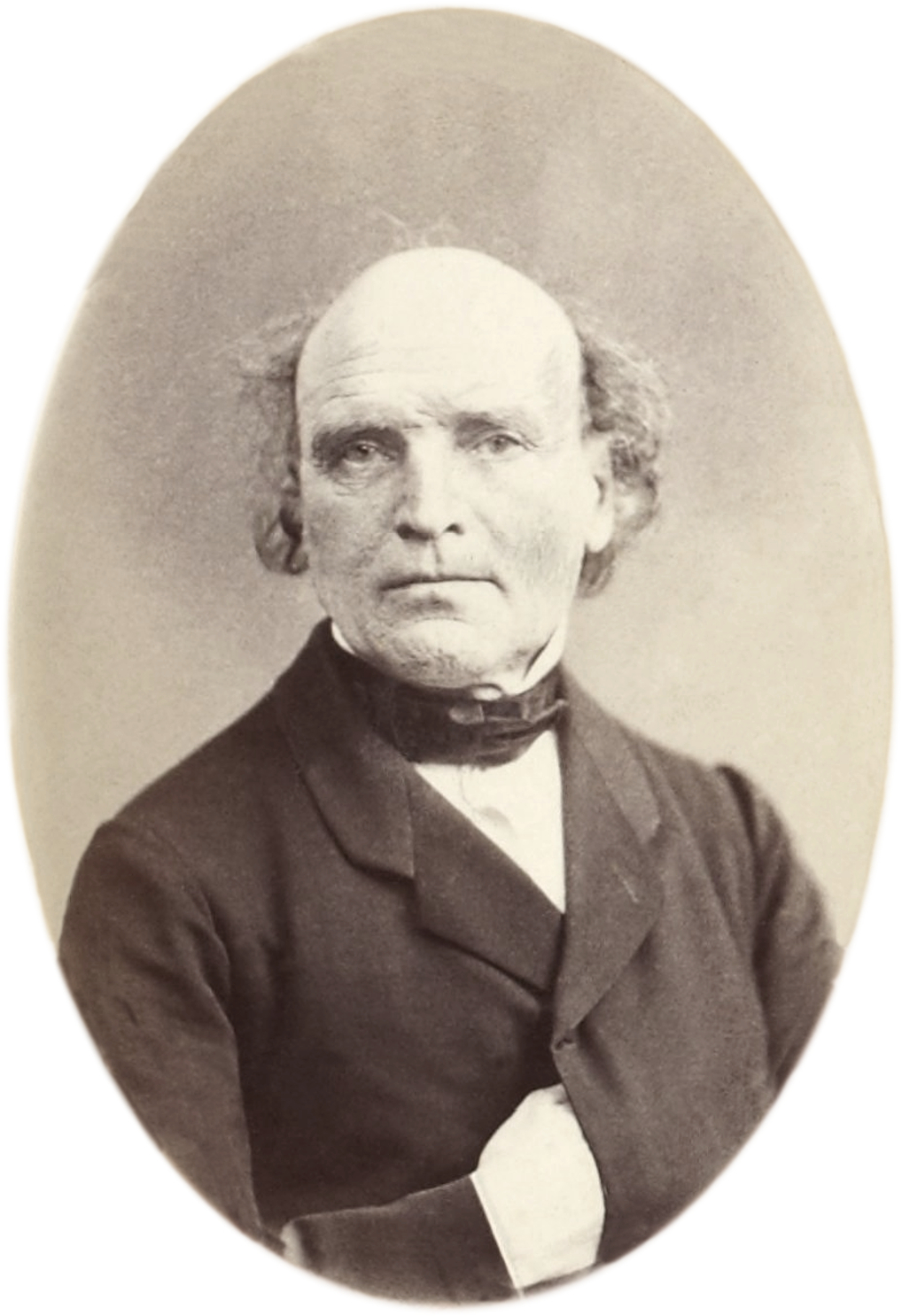
Louis Auvray.